# George Cockburn
Sir George Cockburn, 10. baronet Cockburn z Langtonu (Sir George Cockburn, 10th Baronet Cockburn of Langton) (22. dubna 1772, Londýn, Anglie – 19. srpna 1853, Leamington Spa, Anglie) byl britský admirál. V královském námořnictvu sloužil od dětství a již ve dvaadvaceti letech byl kapitánem (1794). Jako námořní vojevůdce se uplatnil v napoleonských válkách, proslul během války proti USA, v roce 1814 bombardoval Washington a zničil budovu Kapitolu. V roce 1815 byl pověřen důležitým úkolem přepravit sesazeného císaře Napoleona I. na Svatou Helenu. Později byl dlouholetým poslancem Dolní sněmovny a zastával funkce v námořní administraci. Celkem třikrát byl prvním námořním lordem (1828–1830, 1834–1835 a 1841–1846). V roce 1851 dosáhl nejvyšší možné hodnosti velkoadmirála.

## Životopis

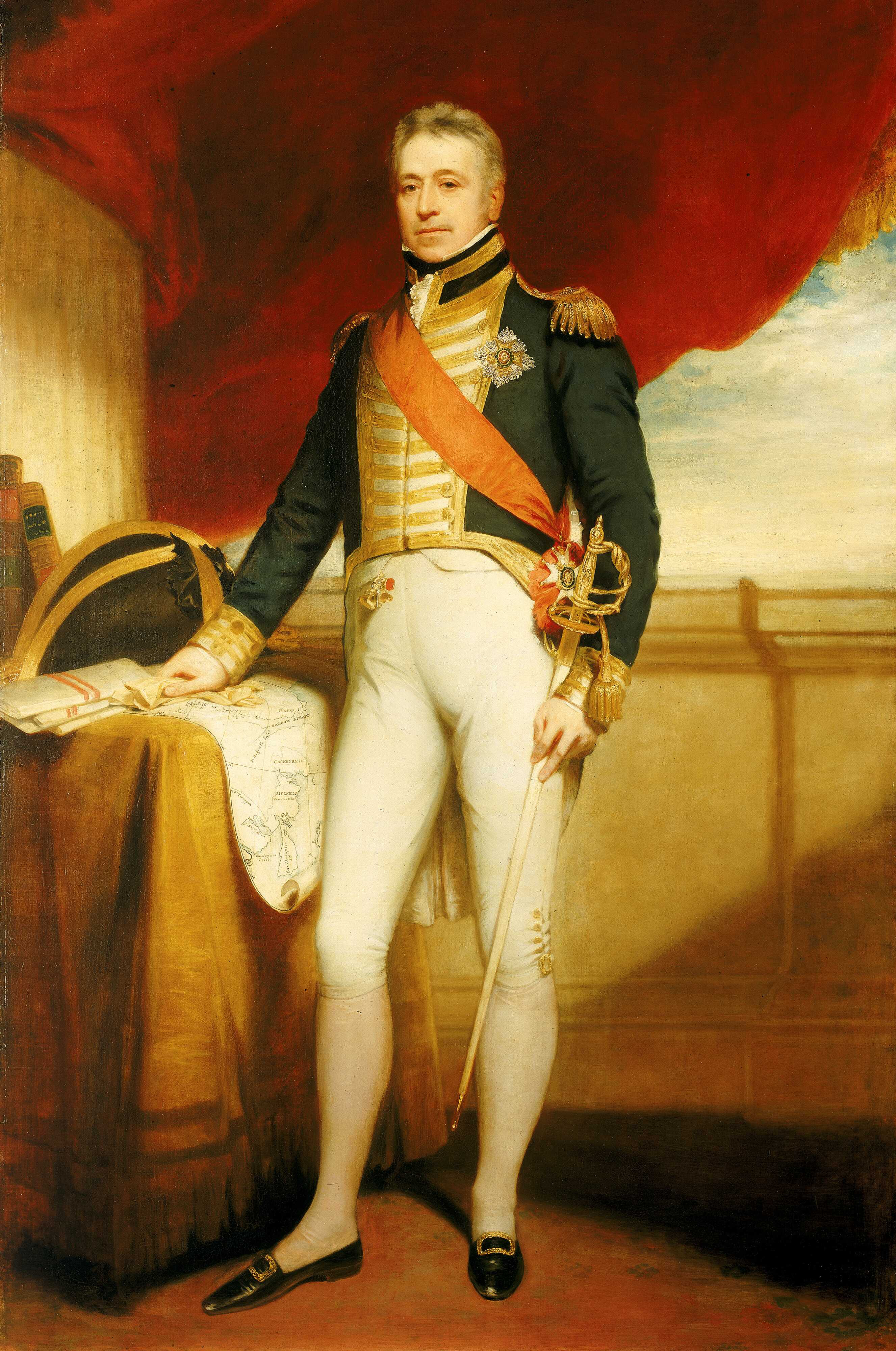
Viceadmirál Sir George Cockburn (William Beechey, 1820, Národní námořní muzeum v Greenwichi

Pocházel ze staré skotské šlechtické rodiny, která od roku 1627 užívala titul baroneta. Narodil se jako druhorozený syn poslance Dolní sněmovny Sira Jamese Cockburna (1729–1804). Do Royal Navy vstoupil jako kapitánský sluha již v devíti letech, později si doplnil vzdělání a vystřídal službu ve Středozemním moři, Lamanšském průlivu nebo Indickém oceánu. Rychle postupoval v hodnostech, již v jednadvaceti letech byl komandérem (1793) a o rok později kapitánem (1794). Za válek s revoluční Francií se zúčastnil blokády Livorna, bojoval také v bitvě u mysu sv. Vincenta (1797). Během napoleonských válek operoval převážně v Karibiku, v roce 1809 již v hodnosti komodora byl zástupcem velitele při dobytí Martiniku a obdržel poděkování parlamentu. Po návratu do Evropy se zúčastnil neúspěšného vylodění ve Walcherenu (1809), poté operoval u břehů Španělska a velel flotile v Cádizu. Jako námořní opora Wellingtonovy armády bojující na Pyrenejském poloostrově obdržel v roce 1811 hodnost plukovníka Royal Marines. V roce 1812 byl povýšen na kontradmirála a důležitou úlohu sehrál během války proti USA. Do roku 1814 byl zástupcem vrchního velitele admirála Cochrana u břehů severní Ameriky, v srpnu 1814 bombardoval Washington a zničil budovu Kapitolu, která pak musela být znovu postavena. Po cestě kolem světa se v roce 1815 vrátil do Anglie a byl mu udělen rytířský kříž Řádu lázně. Téhož roku na palubě lodi HMS Northumberland přepravil sesazeného francouzského císaře Napoleona na ostrov sv. Heleny, kde byl krátce guvernérem a souběžně vrchním velitelem loďstva u Mysu Dobré naděje. V roce 1818 obdržel velkokříž Řádu lázně a v roce 1819 dosáhl hodnosti viceadmirála.

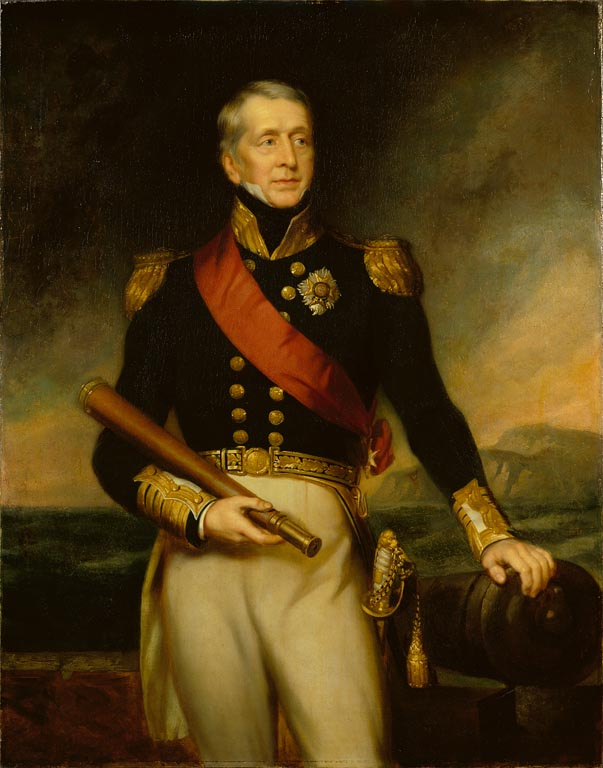
Admirál Sir George Cockburn

V letech 1818–1832 byl poslancem Dolní sněmovny, kde se připojil ke straně toryů (ve svém prvním mandátu zastupoval přístav Portsmouth, od roku 1828 byl poslancem za Plymouth). Zastával funkce v námořní administraci, v letech 1818–1827 byl jedním z lordů admirality a v letech 1827–1828 členem rady lorda velkoadmirála (vévoda z Clarence, pozdější král Vilém IV.) Ve Wellingtonově vládě zastával funkci prvního námořního lorda (1828–1830). Poté se naposledy vrátil do aktivní služby na moři a v letech 1833–1836 byl vrchním velitelem v severní Americe a Karibiku. Mezitím ve vládě Roberta Peela zastával opět funkci prvního námořního lorda (od prosince 1834 do dubna 1835). V roce 1837 dosáhl hodnosti admirála a potřetí byl prvním námořním lordem v letech 1841–1846. Znovu byl také poslancem Dolní sněmovny a ve svém posledním mandátu zastupoval město Ripon (1841–1846). Jako první námořní lord prosazoval zavádění parních strojů do loďstva, snažil se také o zrušení tělesných trestů u námořnictva. Poté zastával čestnou funkci viceadmirála Spojeného království (1849–1853). Nejvyšší hodnost velkoadmirála (Admiral of the Fleet) obdržel v roce 1851. Od roku 1820 byl též členem Královské společnosti. Jeho jméno nese několik geografických lokalit, například Cockburnův záliv u západních břehů Austrálie nebo ostrov Cockburn Island na severu Antarktidy.
Jeho starší bratr Sir James Cockburn, 9. baronet (1771–1852), byl generálem a guvernérem na Bermudách. Po jeho úmrtí bez potomstva zdědil George v roce 1852 titul baroneta. Také on zemřel bez mužského potomstva (s manželkou Mary měl jen dceru Augustu, provdanou za kapitána Johna Cochrana Hoseasona) a titul přešel na dalšího bratra Williama (1773–1858), který byl švagrem premiéra Roberta Peela a děkanem v Yorku. Nejmladší z bratrů Alexander (1776–1852) působil od napoleonských válek v diplomacii, později byl vyslancem ve Stuttgartu a Bogotě.